# Постгеморрагическая анемия
Постгеморрагическая анемия —  следствие острой или хронической кровопотери. Острая постгеморрагическая анемия развивается после обильных, остро возникающих кровотечений (кровотечение органов). Хронические постгеморрагические анемии развиваются после длительных необильных кровотечений (язвы).

## Этиология
- травмы
- геморрагические заболевания (тромбоцитопатии, коагулопатии, ДВС-синдром, геморрагический васкулит, лейкозы, апластические анемии, дизовариальные меноррагии у девушек).
- кровопотери при заболеваниях внутренних органов (язвы желудка и двенадцатиперстной кишки, гингивит, геморрой, легочные кровотечения при воспалительных процессах)
- прервавшаяся внематочная беременность
- осложнения оперативных вмешательств

## Патогенез
При быстрой кровопотере уменьшается объём циркулирующей крови (олигемическая фаза). В ответ на уменьшение объёма циркулирующей крови возникает компенсаторная реакция: возбуждение симпатического отдела нервной системы и рефлекторный спазм сосудов, артериально-венозное шунтирование, что первоначально способствует поддержанию артериального давления, адекватному венозному притоку и сердечному выбросу. Пульс ускорен и ослаблен. Максимально сужены сосуды в коже и мышцах, минимально — сосуды мозга, коронарные, что обеспечивает лучшее кровоснабжение жизненно-важных органов. С продолжением процесса начинаются явления постгеморрагического шока.

## Клиника
При постгеморрагической анемии клинически на первый план выходят явления острой сосудистой недостаточности вследствие резкого опустошения сосудистого русла (гиповолемии): — это сердцебиение, одышка, ортостатический коллапс. Тяжесть состояния определяется не только количеством, но и скоростью кровопотери. Наблюдается снижение диуреза соответственно степени кровопотери. Уровень гемоглобина и количество эритроцитов не являются надежным критерием степени кровопотери.
В первые минуты содержание Hb из-за уменьшения ОЦК может быть даже высоким. При поступлении тканевой жидкости в сосудистое русло эти показатели снижаются даже при прекращении кровотечения. Цветовой показатель, как правило, нормален, так как происходит одновременная потеря и эритроцитов и железа, то есть анемия нормохромная. На вторые сутки увеличивается количество ретикулоцитов, достигающее максимума на 4 — 7 день, то есть анемия является гиперрегенераторной.

## Диагностика
В диагностике постгеморрагической анемии учитывают сведения о произошедшей острой кровопотере при внешнем кровотечении; в случае массивного внутреннего кровотечения диагноз основывается на клинических признаках в сочетании с лабораторными пробами (Грегерсена, Вебера), повышении уровня остаточного азота при кровотечении из верхних отделов желудочно-кишечного тракта.
При внешнем кровотечении диагноз поставить несложно. При внутреннем кровотечении из органа надо исключать коллапс иного генеза.

## Лечение
Самое главное — устранить источник кровотечения. Затем восполняют кровопотерю (в зависимости от степени тяжести анемии — эритроцитарная масса, на фоне введения гепарина). Общий объём гемотрансфузии не должен превышать 60 % дефицита объёма циркулирующей крови. Остальной объём восполняется кровезаменителями (5 % раствором альбумина, реополиглюкином, раствором Рингера и т. д.). Пределом гемодилюции считают гематокрит 30 и эритроциты более
3*10¹²/л. По окончании острого периода необходимо лечение препаратами железа, витаминами группы В, С, Е.
После ликвидации анемии препараты железа назначают в половинной дозе до 6 месяцев.

## Прогноз
Прогноз зависит от причины кровотечения, скорости, объёма кровопотери, рациональной терапии. При кровопотере с дефицитом объёма циркулирующей крови более 50 % прогноз неблагоприятный.